# Karl Neuse
Karl Neuse (Hannover, 31 dicembre 1930 – Hannover, 6 aprile 2022) è stato un pallanuotista tedesco.
Ha fatto parte della Squadra Unificata Tedesca, che ha partecipato ai Giochi di Melbourne 1956.
A livello nazionale ha giocato per l'SV Wasserfreunde 98 Hannover, diventando vicecampione tedesco nel 1953 e nel 1954.